# Kontumia heterophylla
Kontumia heterophylla är en stensöteväxtart som beskrevs av S. K. Wu, P.K.Lôc. Kontumia heterophylla ingår i släktet Kontumia och familjen Polypodiaceae. Inga underarter finns listade.